# 코바나
주식회사 코바나(상표: 코바나컨텐츠)는 대한민국의 전시 기획 회사다. 2007년 설립되었으며 과거 김건희가 대표 이사직을 맡았다. 2008년 까르띠에 소장품전을 비롯한 다수의 전시회를 주관했다.

## 역사
제임스앤데이빗엔터테인먼트코리아에서 2007년 11월 맨인카우스, 동년 12월 맨인카후스로 변경한다. 2009년 9월 지금의 회사명을 달았다. 김건희는 2009년 사내이사로 취임해 2022 5월까지 대표이사 겸 사내이사 자리를 맡았다. 윤석열 정부 출범 이후 폐업할 의사를 밝혔지만 2022년 뉴데일리의 취재 결과 폐업신고 절차를 밟지 않은 것으로 드러났다. 김건희가 사임한 날, 그의 가족이 사내이사로 등재된 것으로 알려져 있다.

## 전시 활동

### 까르띠에 소장품展 (허위이력)
코바나컨텐츠는 2008년 국립현대미술관 덕수궁관에서 열렸던 ‘까르티에 소장품전’을 회사가 기획한 주요 전시로 홍보했으나, 국립현대미술관은 코바나컨텐츠가 관여한 부분이 없다고 지적하며 허위 전시 이력 삭제를 요구했다. 관련해 윤범모 국립현대미술관장은 “대관을 준 것도 아니고, 우리 미술관이 까르티에의 작품 협조를 받아 자체 기획했던 전시다. 외부 업체가 관여할 여지가 없는데도, 내렸다 다시 올리면서 자사 전시로 계속 소개하는 건 납득할 수 없다”고 발언했다.

### 앤디 워홀의 위대한 세계 – Andy Warhol, the Greatest展 (허위이력)
2009년 서울시립미술관에서 열린 전시로, 워홀의 자화상과 연예인을 포함한 세계적인 유명인사의 110여 점에 달하는 초상화가 전시되었다. 또한 종전까지 대한민국에서 전시되지 않은 미공개작, 워홀과 관련된 영상과 사진, 기념물까지 총 400여 점이 대중에 공개된 대규모 전시다. 2019년 당시 윤석열 검찰총장 후보자가 인사청문회 과정에서 코바나컨텐츠의 '주요 전시회 개최 내역'으로 언급했다.
2022년 서울시립미술관은 해당 전시와 관련한 질문에 대해 코바나컨텐츠가 전시를 주최 혹은 주관한 사실이 없다고 답변했다.

## 논란

### 대통령실 직원 채용
2022년 6월 과거 코바나컨텐츠에서 일한 직원 2명이 대한민국 대통령실 직원으로 채용된 사실이 확인되었다. 이에 대해 대통령실은 과거에도 잘 아는 편한 인물과 함께 일을 한 전례가 있다고 반박했다. 하지만 채용된 인물이 윤석열 대통령의 취임 이후 코바나컨텐츠에 사표를 내자마자 대통령실로 자리를 옮긴 점 등, 사적 채용에 대한 의문점이 제기되었다.